# 陵水角
陵水角，行政隶属陵水县，地理坐标为北纬   18°23'0",东经110°3'0"，岬角山顶有“陵水角灯桩”。
- 1996年，中国政府发布关于领海范围的声明，陵水角是中国领海基点之一。 （页面存档备份，存于）